# Kliper

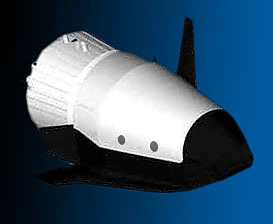
Bản vẽ thiết kế của Kliper

Kliper (Клипер, cũng tham chiếu tới như Thợ xén) là một tàu vũ trụ có người lái Nga, được đề xướng là thế hệ kế tiếp mà có thể đã được lựa chọn như tàu kế nghiệp tàu vũ trụ Soyuz.
Kliper đã được nhắc đến trong đề nghị thiết kế thân có cánh có thể giở lên được của TĐTLVT Energia trên phương tiện truyền thông, tuy nhiên, hai công ty khác, Khrunichev và Molniya cũng gợi ý những đề nghị tới Cơ quan Không gian Nga.
Được thiết kế để chủ yếu thay thế tàu vũ trụ Soyuz, đề nghị của Energia được định là một máy bay vũ trụ (spaceplane) không chỉ dùng lại được, mà cần phải có khả năng để lướt vào trong khí quyển tại một góc mà sản xuất ít gia tốc hơn nhiều trên những người chiếm đóng so với Soyuz hiện thời.
Đề nghị Kliper của Energia được đề xuất vào hai phiên bản: như một thiết kế thân nâng thuần túy và như một spaceplane với những cánh nhỏ. Tàu được định mang tới sáu người và để có khả năng để thực hiện chở phà những công tác giữa Trái Đất và trạm vũ trụ Quốc tế.
Vào 18 tháng 7,  2006, lời kêu gọi phát triển tàu vũ trụ kế nghiệp Soyuz của Cơ quan Không gian Nga, chính thức bị ràng buộc với hỗ trợ tài chính ESA được gợi ý, bị trì hoãn khi Anatoly Perminov công bố rằng không đề nghị nào trong số ba đề nghị được lựa chọn bởi Cơ quan Không gian Liên bang Nga.
Tuy nhiên, đề nghị của Energia cho Kliper tiếp tục đang hoạt động không có sự hỗ trợ của chính phủ Nga, như Energia đã công bố rằng họ sẽ tìm kiếm đầu tư tư nhân cho tàu.
Trong lúc đó, sau sự hủy bỏ lời kêu gọi đầu tư Kliper, Cơ quan Không gian Nga đã quyết định cộng tác với Cơ quan Không gian châu Âu vào một sự nghiên cứu bắt đầu trong tháng chín 2006 để phát triển một tàu vũ trụ kiểu bao con nhộng dưới Hệ thống vận tải Không gian phi đoàn.
Nhưng những báo cáo tin tức gần đây ở Nga chỉ báo, rằng người ta hy vọng Kliper sẽ còn sẵn sàng cho Cơ quan Không gian Nga những việc bay thử khoảng năm 2012, như một phần của chương trình nâng cấp tàu vũ trụ Nga. Cũng rộng rãi kỳ vọng rằng Energia sẽ tập trung phát triển Kliper, từ bản chính thiết kế đã được có ý định bởi họ và từ lời kêu gọi phát triển bị trì hoãn không có một kẻ thắng cuộc.

## Phát triển

### Tuyên bố của chương trình
Tháng hai 2004, phó giám đốc FSA Nikolai Moiseyev nói với những nhà báo rằng dự án Kliper đã được bao gồm trong chương trình không gian liên bang Nga cho 2005-15. Tại điểm đó ông ta công bố rằng nếu chương trình được thực hiện một cách thành công, sự giới thiệu đầu tiên thậm chí có thể xảy ra trong thời gian 5 năm tới.
Kliper đã được phát triển từ năm 2000 và được đưa tin phụ thuộc nặng nề trên những sự nghiên cứu cũng như những đề nghị cho một tàu vũ trụ nâng thân Nga nhỏ từ những năm 1990. Thiết kế ngoài của nó có thể so sánh được với tàu con thoi nhỏ (minishuttle) Tượng bán thân (Hermes) của châu Âu đã bị trì hoãn hay X -38 nghiên cứu của NASA.
Nó được dự kiến là người kế nghiệp cho tàu vũ trụ kỳ cựu Soyuz, mà đã được xây dựng trong những sự cải biến khác nhau từ năm 1961.

### Tìm kiếm hỗ trợ ban đầu
Những công ty châu Âu sẽ hợp lý đóng góp môm điện tử hàng không, nguyên liệu và những hệ thống cabin. Nhiều tùy chọn khác trên bảng, và trong thời gian tới chúng tôi mong đợi thành lập những nhóm làm việc Nga- châu Âu chuyên về những hệ thống con và những lĩnh vực thiết kế khác.

### Giá cả dự tính
Bài báo gần đây nhất về Kliper phát biểu rằng dự án đã gánh chịu 16 tỉ rúb (~ 600 triệu đô la) trong những chi phí cho phát triển, 11 tỉ trong số ý định nào được cấp vốn bởi chính phủ và 5 tỉ bởi những người đấu thầu.

### Phóng lần đầu và mục tiêu bay thường xuyên
2004, công bố rằng Kliper thích hợp cho việc làm sự giới thiệu đầu tiên của nó sớm vào 2010 hay 2011, cùng thời gian phi thuyền không gian con thoi được hoạch định đã về hưu. Tuy nhiên, Tin tức BBC thông báo vào 27 tháng 9 năm 2005, rằng những sự thử chuyến bay đầu tiên thì không dự kiến cho đến 2011, với các chuyến bay có người đầu tiên trong 2012 và Soyuz được rút dần trong thời gian cho đến 2014.
Một bài báo vào 3 tháng 12 năm 2005, trích dẫn lời của chủ tịch Tập đoàn Tên lửa và Không gian Energia Nikolai Sevastyanov rằng "Việc đưa-đẩy thường xuyên đầu tiên được hoạch định khoảng 2012, trong khi một hệ thống vận chuyển đầy đủ sẽ có mặt vào 2015." Sau khi Cơ quan Không gian Nga kết thúc lời kêu gọi phát triển một tàu vũ trụ mới, Energia công bố rằng điều này đẩy chuyến bay đầu tiên của đề nghị Kliper của nó (nếu phát triển chút nào) lùi xa hơn nữa.

### Phần của ESA trong Kliper - sự không chắc chắn trong hợp tác của châu Âu

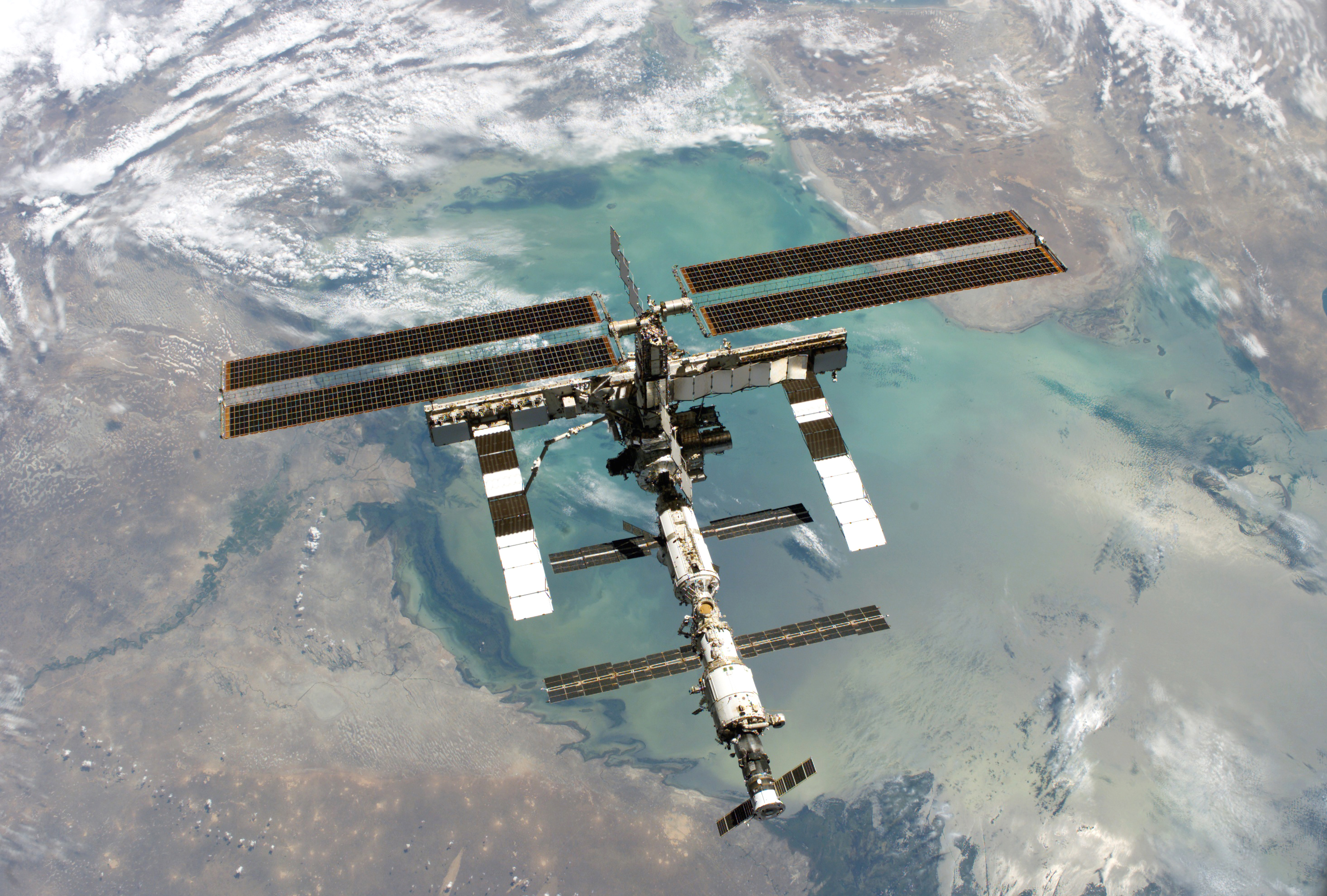
Kliper được dự kiến là tuyến đường truy nhập sơ cấp của Nga và có lẽ cũng là của châu Âu tới Trạm Vũ trụ Quốc tế

### Tiến bộ hiện tại: Kliper giờ là một phần của chương trình nâng cấp tàu vũ trụ Nga
Nó mới đây đã được thông báo rằng Kliper sẽ được phát triển như giai đoạn cuối cùng của tàu vũ trụ có người và hàng hóa "chuyên chở cao" Nga. Theo bài báo, những giai đoạn của chương trình nâng cấp tàu vũ trụ là:   
- Bước 1:
- Bước 2:
- Bước 3:

## Thiết kế
Đưa cho sự ưu tiên của Cơ quan Không gian Nga cho đề nghị thân đẩy của Energia phần này của bài tập trung trọn vẹn trên thiết kế của Energia cho Kliper.    

### Thiết kế thân đẩy
Trên sự trở lại từ không gian, thiết kế thân đẩy của Kliper không chỉ cho phép một sự xuống vào trong khí quyển Trái Đất mịn hơn là thiết kế hình con nhộng, như Soyuz; mà còn cho phép điều khiển. RKK Energia tuyên bố rằng tàu có khả năng hạ cánh trong một vùng một kilômet- vuông được xác định trước.
Những ấn tượng nghệ thuật cho thấy rằng Kliper giống với một hình trụ được chụp lên bởi một hình nón. Trước đấy, những đề nghị đổ bộ được kéo cả hai một sự đổ bộ bởi dù và như một giải pháp, vào một phiên bản sửa đổi, một sự đổ bộ trên một đường băng tương tự như một máy bay, hay phi thuyền không gian con thoi. Tuy nhiên, người thiết kế dẫn dắt Vladimir Daneev bình luận vào vấn đề này trong tháng 6 năm 2005:
Chúng tôi chắc chắn 99% là nó sẽ là một phi thuyền với những cánh nhỏ đi lên, cho phép Kliper hạ cánh trên bất kỳ lớp nào- một phi trường quân đội với một đường băng từ ba đến ba và một nửa kilômet trong chiều dài.

### Dùng tàu kéo không gian (spacetug)
Trong mùa thu 2005, thiết kế của Kliper đã bị thay đổi lần nữa. Theo yêu cầu lắp Kliper lên bản nâng cấp được lập kế hoạch của tên lửa Soyuz-2, được dán nhãn Soyuz-2-3, Kliper có thể "tách ra" thành 2 tàu không gian, tàu chở phi hành đoàn Kliper và Parom, tàu kéo vũ trụ. Parom có thể là tàu không gian quỹ đạo vĩnh cửu chờ Kliper trên quỹ đạo, cập bến vào nó và cung cấp manoeuvering và đưa Kliper tới quỹ đạo cao hơn để cập bến với trạm vũ trụ Quốc tế. Parom dự kiến để dùng lại được vô tận, tiếp nhận nhiên liệu cho chính nó qua côngtenơ hàng hóa, trạm vũ trụ, hoặc tàu vũ trụ mà nó gắn liền tới.

### Phiên bản cuối của đề nghị của Energia
Phiên bản của Kliper được giới thiệu trong sự thầu trong tháng giêng 2006 khác lần nữa từ thiết kế nguyên bản. Nó cho thấy một thân có thể giở lên được với cánh rộng hơn, điều đó, theo viên chức Energia, có thể được xếp lại xung quanh mô đun phi đoàn lõi và mở ra sau khi thâm nhập trở lại khí quyển để cung cấp phạm vi chéo nhau và sự chính xác đổ bộ tốt hơn cho tàu vũ trụ. Phiên bản Kliper nhẹ được đề xướng được tước bỏ xuống tới 7 tấn Anh và những sự sử dụng tùy chọn 'sự rạn nứt - lên trên' với Parom như một tàu kéo không gian.

## Tên lửa đẩy
Tên lửa Soyuz hiện tại không có khả năng để nâng Kliper lên quỹ đạo Trái Đất thấp, bởi vì tàu vũ trụ (phiên bản được thiết kế không có Parom) được hy vọng sẽ nặng giữa 13 và 14.5 tấn mét khối (với trọng tải tối đa và phi đoàn) trong khi mà Soyuz chỉ có sức nâng khoảng 8 tấn. Trước đấy dự kiến nặng nề tăng cường tên lửa Soyuz - một dự án được dán nhãn tên lửa Onega hay Soyuz-3.
Cho đến mùa thu 2005, Kliper thích hợp nhiều hơn đã sử dụng một tên lửa Angara-A3, mà được hoạch định để làm sự phóng đầu tiên của nó là 2012 (tuy nhiên chương trình Angara đã bị chậm trễ và Angara- A3 có thể không được phát triển trong nguồn cấp vốn cho sự phát triển của Soyuz 2-3) hay có lẽ một tên lửa phóng Zenit được xây dựng ở Ukraina.
Vào cuối năm 2005, thiết kế của Kliper được thay đổi lần nữa (như phác thảo ở trên) và giải pháp thích hợp nhất cho một tên lửa mang là Soyuz 2-3, tên lửa Soyuz 2 nâng cấp. Soyuz được tăng cường này  cần phải có khả năng để phóng Kliper vào trong không gian bởi vì sự giảm cân dẫn đến việc sử dụng Parom như một tàu kéo không gian.
Với sự lưu tâm tới những chỗ phóng cho Kliper, thông tin xa hơn trở nên sẵn sàng kể từ tháng 10 năm 2005, với một tuyên bố giai đoạn việc đặt kế hoạch từ Nikolai Moiseev, phó Giám đốc của Cơ quan Không gian Nga rằng Kliper có thể sẽ được phóng từ trung tâm không gian Kourou của ESA ở Guiana thuộc Pháp. Tuy nhiên mục tiêu này đã được gợi ý, bình luận đã được làm trong văn cảnh của những sự nâng cấp phương tiện cho Kourou mà đã được tiến hành kể từ 2003 và được chờ đợi sẽ được kết thúc vào 2007 với việc phóng đầu tiên của một tên lửa Soyuz từ Guiana thuộc Pháp vào 2008.
Nó đã được gợi ý rằng Kliper có thể được phóng từ cả Baikonur lẫn Kourou, bởi Alan Thirkettle, lãnh đạo các chuyến bay vũ trụ có người, vi trọng lực và thám hiểm của ESA, trong tháng 12 năm 2005.